# Elezioni presidenziali negli Stati Uniti d'America del 1824
Le elezioni presidenziali del 1824, le decime dall'indipendenza degli Stati Uniti, si tennero da martedì 26 ottobre a giovedì 2 dicembre 1824 e videro la vittoria del democratico-repubblicano John Quincy Adams, che subentrò al suo collega di partito James Monroe.
Fu la prima elezione presidenziale degli Stati Uniti in cui il candidato che ricevette più voti nelle urne (Andrew Jackson) non divenne presidente (questa situazione si verificò poi in altre quattro elezioni: nel 1876, nel 1888, nel 2000 e nel 2016). 
Il Partito Democratico-Repubblicano aveva vinto le sei elezioni presidenziali precedenti ed era ormai l'unico partito; era anche tuttavia sul punto di scindersi, tanto che si presentarono ben quattro candidati democratico-repubblicani: John Quincy Adams, Andrew Jackson, William H. Crawford e Henry Clay. Questi si spartirono la maggioranza dei voti popolari e dei grandi elettori con il risultato che nessuno raggiunse la quota di 131 grandi elettori allora necessaria per ottenere la vittoria. Adams vinse nella Nuova Inghilterra, Jackson e Adams si divisero gli stati della media costa atlantica, Jackson e Clay si spartirono gli stati dell'ovest e Jackson e Crawford quelli del sud. Jackson risultò avere una maggioranza relativa sia nel voto popolare (41,4%) sia tra i grandi elettori (99) ma lontano dall'avere una maggioranza assoluta. Adams giunse poco distante soprattutto come grandi elettori (84). Clay, benché giunto terzo nel voto popolare, ottenne meno grandi elettori (38) di Crawford (40).
In base al dodicesimo emendamento della costituzione, il presidente venne eletto dalla Camera dei Rappresentanti, scegliendolo tra i primi tre arrivati. La delegazione di ogni stato votava in blocco, con un singolo voto. Essendoci a quel tempo 24 stati nell'Unione, la maggioranza assoluta richiesta era di 13 voti. 
Clay, quarto e eliminato, detestava Jackson, inoltre su alcuni temi era più vicino ad Adams. Si spese quindi per convincere i deputati a far confluire i voti su Adams, e questi riuscì a essere eletto già al primo scrutinio, con 13 voti contro i 7 di Jackson e i 4 di Crawford.
Da notare è che sia Adams sia Jackson si erano candidati proponendo John C. Calhoun come candidato per la vicepresidenza (il quale divenne effettivamente vicepresidente tramite Adams, rappresentando quindi indirettamente anche una parte del consenso espresso verso Jackson). Jackson vinse le successive elezioni, sempre presentandosi con Calhoun come candidato per la vicepresidenza.

## Risultati stato per stato
|                |                 | Andrew Jackson Democratico-Repubblicano | Andrew Jackson Democratico-Repubblicano | Andrew Jackson Democratico-Repubblicano | John Quincy Adams Democratico-Repubblicano | John Quincy Adams Democratico-Repubblicano | John Quincy Adams Democratico-Repubblicano | Henry Clay Democratico-Repubblicano | Henry Clay Democratico-Repubblicano | Henry Clay Democratico-Repubblicano | William Crawford Democratico-Repubblicano | William Crawford Democratico-Repubblicano | William Crawford Democratico-Repubblicano | Totale Stati | Totale Stati |  |
| Stati          | voti elettorali | #                                       | %                                       | voti elettorali                         | #                                          | %                                          | voti elettorali                            | #                                   | %                                   | voti elettorali                     | #                                         | %                                         | voti elettorali                           | #            |              |  |
| -------------- | --------------- | --------------------------------------- | --------------------------------------- | --------------------------------------- | ------------------------------------------ | ------------------------------------------ | ------------------------------------------ | ----------------------------------- | ----------------------------------- | ----------------------------------- | ----------------------------------------- | ----------------------------------------- | ----------------------------------------- | ------------ | ------------ |  |
| Alabama        | 5               | 9 429                                   | 69,32                                   | 5                                       | 2 422                                      | 17,80                                      | -                                          | 96                                  | 0,71                                | -                                   | 1 656                                     | 12,17                                     | -                                         | 13 603       | AL           |  |
| Connecticut    | 8               | non presente                            | non presente                            | non presente                            | 7 494                                      | 70,39                                      | 8                                          | non presente                        | non presente                        | non presente                        | 1 965                                     | 18,46                                     | -                                         | 10 647       | CT           |  |
| Delaware       | 3               | senza voto popolare                     | senza voto popolare                     | senza voto popolare                     | senza voto popolare                        | senza voto popolare                        | 1                                          | senza voto popolare                 | senza voto popolare                 | senza voto popolare                 | senza voto popolare                       | senza voto popolare                       | 2                                         | -            | DE           |  |
| Georgia        | 9               | senza voto popolare                     | senza voto popolare                     | senza voto popolare                     | senza voto popolare                        | senza voto popolare                        | senza voto popolare                        | senza voto popolare                 | senza voto popolare                 | senza voto popolare                 | senza voto popolare                       | senza voto popolare                       | 9                                         | -            | GA           |  |
| Illinois       | 3               | 1 272                                   | 27,23                                   | 2                                       | 1 516                                      | 32,46                                      | 1                                          | 1 036                               | 22,18                               | -                                   | 847                                       | 18,13                                     | -                                         | 4 671        | IL           |  |
| Indiana        | 5               | 7 343                                   | 46,61                                   | 5                                       | 3 095                                      | 19,65                                      | -                                          | 5 315                               | 33,74                               | -                                   | non presente                              | non presente                              | non presente                              | 15 753       | IN           |  |
| Kentucky       | 14              | 6 356                                   | 27,23                                   | -                                       | non presente                               | non presente                               | non presente                               | 16 982                              | 72,77                               | 14                                  | non presente                              | non presente                              | non presente                              | 23 338       | KY           |  |
| Louisiana      | 5               | senza voto popolare                     | senza voto popolare                     | 3                                       | senza voto popolare                        | senza voto popolare                        | 2                                          | senza voto popolare                 | senza voto popolare                 | senza voto popolare                 | senza voto popolare                       | senza voto popolare                       | senza voto popolare                       | -            | LA           |  |
| Maine          | 9               | non presente                            | non presente                            | non presente                            | 10 289                                     | 81,50                                      | 9                                          | non presente                        | non presente                        | non presente                        | 2 336                                     | 18,50                                     | -                                         | 12 625       | ME           |  |
| Maryland       | 11              | 14 523                                  | 43,73                                   | 7                                       | 14 632                                     | 44,05                                      | 3                                          | 695                                 | 2,09                                | -                                   | 3 364                                     | 10,13                                     | 1                                         | 33 214       | MD           |  |
| Massachusetts  | 15              | non presente                            | non presente                            | non presente                            | 30 687                                     | 72,97                                      | 15                                         | non presente                        | non presente                        | non presente                        | non presente                              | non presente                              | non presente                              | 42 056       | MA           |  |
| Mississippi    | 3               | 3 121                                   | 63,77                                   | 3                                       | 1 654                                      | 33,80                                      | -                                          | non presente                        | non presente                        | non presente                        | 119                                       | 2,43                                      | -                                         | 4 894        | MS           |  |
| Missouri       | 3               | 1 166                                   | 33,97                                   | -                                       | 159                                        | 4,63                                       | -                                          | 2 042                               | 59,50                               | 3                                   | 32                                        | 0,93                                      | -                                         | 3 432        | MO           |  |
| New Hampshire  | 8               | non presente                            | non presente                            | non presente                            | 9 389                                      | 93,59                                      | 8                                          | non presente                        | non presente                        | non presente                        | 643                                       | 6,41                                      | -                                         | 10 032       | NH           |  |
| New Jersey     | 8               | 10 332                                  | 52,08                                   | 8                                       | 8 309                                      | 41,89                                      | -                                          | non presente                        | non presente                        | non presente                        | 1 196                                     | 6,03                                      | -                                         | 19 837       | NJ           |  |
| New York       | 36              | senza voto popolare                     | senza voto popolare                     | 1                                       | senza voto popolare                        | senza voto popolare                        | 26                                         | senza voto popolare                 | senza voto popolare                 | 4                                   | senza voto popolare                       | senza voto popolare                       | 5                                         | -            | NY           |  |
| North Carolina | 15              | 20 231                                  | 56,03                                   | 15                                      | non presente                               | non presente                               | non presente                               | non presente                        | non presente                        | non presente                        | 15 622                                    | 43,26                                     | -                                         | 36 109       | NC           |  |
| Ohio           | 16              | 18 489                                  | 36,96                                   | -                                       | 12 280                                     | 24,55                                      | -                                          | 19 255                              | 38,49                               | 16                                  | non presente                              | non presente                              | non presente                              | 50 024       | OH           |  |
| Pennsylvania   | 28              | 35 929                                  | 76,04                                   | 28                                      | 5 436                                      | 11,50                                      | -                                          | 1 705                               | 3,61                                | -                                   | 4 182                                     | 8,85                                      | -                                         | 47 252       | PA           |  |
| Rhode Island   | 4               | non presente                            | non presente                            | non presente                            | 2 145                                      | 91,47                                      | 4                                          | non presente                        | non presente                        | non presente                        | 200                                       | 8,53                                      | -                                         | 2 345        | RI           |  |
| South Carolina | 11              | senza voto popolare                     | senza voto popolare                     | 11                                      | senza voto popolare                        | senza voto popolare                        | senza voto popolare                        | senza voto popolare                 | senza voto popolare                 | senza voto popolare                 | senza voto popolare                       | senza voto popolare                       | senza voto popolare                       | -            | SC           |  |
| Tennessee      | 11              | 20 197                                  | 97,45                                   | 11                                      | 216                                        | 1,04                                       | -                                          | non presente                        | non presente                        | non presente                        | 312                                       | 1,51                                      | -                                         | 20 725       | TN           |  |
| Vermont        | 7               | senza voto popolare                     | senza voto popolare                     | senza voto popolare                     | senza voto popolare                        | senza voto popolare                        | 7                                          | senza voto popolare                 | senza voto popolare                 | senza voto popolare                 | senza voto popolare                       | senza voto popolare                       | senza voto popolare                       | 35 031       | VT           |  |
| Virginia       | 24              | 2 975                                   | 19,35                                   | -                                       | 3 419                                      | 22,24                                      | -                                          | 419                                 | 2,73                                | -                                   | 8 558                                     | 55,68                                     | 24                                        | 15 371       | VA           |  |
| Voti totali:   | 261             | 151 363                                 | 41,36                                   | 99                                      | 113 142                                    | 30,92                                      | 84                                         | 47 545                              | 12,99                               | 37                                  | 41 032                                    | 11,21                                     | 41                                        | 365 928      | US           |  |
| Magic number:  | 131             |                                         |                                         |                                         |                                            |                                            |                                            |                                     |                                     |                                     |                                           |                                           |                                           |              |              |  |

### Ripartizione dei ticket presidenziali
|                                          | Totale | Andrew Jackson | John Q. Adams | William H. Crawford | Henry Clay |
| ---------------------------------------- | ------ | -------------- | ------------- | ------------------- | ---------- |
| Voti elettorali per la presidenza:       | 261    | 99             | 84            | 40                  | 38         |
| Per John C. Calhoun come vicepresidente  | 182    | 99             | 74            | 2                   | 7          |
| Per Nathan Sanford come vicepresidente   | 30     |                |               | 2                   | 28         |
| Per Nathaniel Macon come vicepresidente  | 24     |                |               | 24                  |            |
| Per Andrew Jackson come vicepresidente   | 13     |                | 9             | 1                   | 3          |
| Per Martin Van Buren come vicepresidente | 9      |                |               | 9                   |            |
| Per Henry Clay come vicepresidente       | 2      |                |               | 2                   |            |
| (Senza voto per la vicepresidenza)       | 1      |                | 1             |                     |            |